# جامع الملاك
جامع الملاك وهو أحد مساجد العراق التاريخية ومن مساجد البصرة القديمة، شيد وتأسس في عام 1868م من قبل الحاج حمود باشا الملاك، ويقع الجامع في منطقة العشار في وسط مدينة البصرة ويبعد عن جامع المقام نحو 200 متر مربع، تقام فيه صلاة الجمعة وصلاة العيدين أضافة إلى مجالس العزاء خصوصا في شهر محرم.